# Kavalierhaus Kleßheim
Das Kavalierhaus Kleßheim liegt im Park des Schlosses Kleßheim. Erzherzog Ludwig Viktor ließ es 1881/82 als „Winterhaus“ für die kalte Jahreszeit vom bedeutenden Wiener Architekten Heinrich Ferstel errichten, denn das Schloss war sehr schwer zu beheizen. Nach seinem Tod 1919 gelangte es zusammen mit Schloss Klessheim in Staatsbesitz. In der ersten Hälfte der 1920er Jahre wurde es als Kinderheim unter Leitung von Thomas Watson MacCallum genutzt. Während des Zweiten Weltkrieges beherbergte es ein Heereserholungsheim. Die Zimmer wurden mit Abhöranlagen ausgestattet, ein großer Bunker wurde unter dem Garten errichtet.
Heute ist das Kavalierhaus ein Ort für Veranstaltungen aller Art und Ausbildungsbetrieb der Tourismusschulen Salzburg.